# 清金翠灰蝶
清金翠灰蝶（学名：Chrysozephyrus yuchingkinus），又名清金綠小灰蝶、埔里綠小灰蝶、余氏綠灰蝶、清金綠灰蝶，为灰蝶科翠灰蝶屬下的一个种。本種是翠灰蝶屬中少數雄蝶無綠色金屬光澤斑紋的種類。
種名以臺灣木生昆蟲館創始人余清金先生命名。

## 描述
本種為中型灰蝶，具雌雄二型性，體色多為褐色，成蝶前翅長18-20 mm。
雄蝶：
頭部深褐，有白色額帶與白緣複眼，複眼及下唇鬚具毛。觸角深褐帶白環，口器深褐。胸腹部背面深褐，腹面白且具光澤。足白色，跗節帶深褐色紋，前足癒合，末端尖彎。前翅呈三角形，後翅葉狀，CuA2脈末具絲狀尾突。翅背面褐色，常散布少量金屬綠鱗，後翅外緣有藍色細線。翅腹面淡褐，前後翅中央具白線，後翅線紋斷於CuA2脈並在1A+2A脈形成V形。亞外緣具深褐白邊紋，後翅另有白帶與弦月紋。臀區與CuA1室各有黑斑與橙色斑，緣毛白色。
雌蝶：
複眼毛稀疏，前足跗節不癒合。翅背面為O型（無紋）或A型（前翅具橙色斑），整體為褐色，有時前翅基部帶藍或橙色紋。翅腹面與雄蝶相似，但顏色較深、斑紋更明顯。緣毛外褐內白。

## 分佈
本種為臺灣特有，分布於本島中海拔山區。

## 棲地
棲息於常綠闊葉林，一年一代，成蝶於初夏出現。幼蟲以殼斗科櫟屬植物新芽為食，冬季以卵態越冬，卵產於寄主植物休眠芽基部附近。
寄主植物包括毽子櫟、青剛櫟及錐果櫟。